# Алойзи Яргуз
Алойзи Яргуз (пол. Alojzy Jarguz, нар. 19 березня 1934, Рогозьно — пом. 22 квітня 2019, Ольштині) — польський футбольний арбітр. Арбітр ФІФА у 1975—1984 роках.
Перший польський арбітр, що судив матч у фінальній частині чемпіонату світу, в якому він провів два матчі як головний арбітр, і п'ять матчів як лінійний. Понад десять років він судив матчі польської Першої ліги та кубка Польщі, в тому числі три фінали.

## Суддівська кар'єра
Перший футбольний матч у своєму житті Яргуз відсудив у 1958 році. Це була гра аматорських команд «Кресовія» (Гурово-Ілавецьке) — «Полонія» (Лідзбарк). У 1963 році склав іспити на арбітра Другої ліги. Він судив на цьому рівні протягом року, після чого став арбітром першої ліги, вищого дивізіону країни.
У 1970-х роках він став провідним польським футбольним арбітром. У 1975 році він отримав статус міжнародного судді. Дебютував у міжнародних змаганнях, відсудивши матч другої збірної Франції та Румунії. Через три роки він був одним із суддів, призначених на юніорський чемпіонат Європи 1978 року в Польщі.
Яргуз став першим польським арбітром в історії, якого призначили проводити матчі у фінальній частині чемпіонатів світу. На чемпіонаті світу 1978 року в Аргентині він був головним арбітром у матчі першого раунду між Перу та Іраном (4:1), а також двічі судив як лайнсмен: Швеція — Бразилія (1:1) у першому турі та Австрія — ФРН (3: 2) у другому раунді. Через чотири роки, на чемпіонаті світу в Іспанії, він відсудив матч групового етапу Франція — Північна Ірландія (4:1) як головний арбітр, тоді як у статусі лінійного відпрацював ще у трьох іграх матч: Бельгія — Аргентина (1-0, матч відкриття Кубка світу), Бельгія — Сальвадор (1:0) та СРСР — Шотландія (2:2). Під час матчу між Бельгією та Аргентиною (1:0) він прийняв суперечливе рішення не сигналізувати про офсайд, в результаті чого був забитий єдиний гол у матчі, але після матчу Яргуза привітав генеральний секретар ФІФА Зепп Блаттер за прийняття правильного рішення. Пізніше ця ситуація була представлена під час підготовки суддів як зразкова поведінка бокового арбітра.
У відбіркових турах до чемпіонату світу він провів три матчі (два до чемпіонату світу 1978 року та один — 1982 року), як і у відборах до чемпіонатів Європи (два до Євро-1980 і один 1984 року) Він також був арбітром під час двох розіграшів молодіжного чемпіонату світу — 1979 та 1981 років та один раз у кваліфікаціях Олімпійських ігор 1980 року, судив матчі Кубка європейських чемпіонів (чотири, включаючи півфінал 1979 року), Кубка володарів кубка (вісім, включаючи півфінал у 1983 році та три чвертьфінали) та Кубка УЄФА (сім, включаючи чвертьфінал 1983 року).
У квітні 1977 року під час відбіркового матчу чемпіонату світу з футболу Австрія — Мальта (9:0) в нього плюнув гравець гостей.
Протягом своєї кар'єри він провів понад 1200 зустрічей. Він тричі судив фінал Кубка Польщі (1976, 1979, 1981). Три місяці він також судив матчі ліги Об'єднаних Арабських Еміратів та тренував місцевих арбітрів, також працював як гість на Кубку Шаха Ірану.
Він закінчив кар'єру судді в 1984 році. Перед відбірковим матчем чемпіонату світу 1986 року між Польщею та Грецією, що був зіграний у Забже в жовтні 1984 року, його кар'єра була офіційно закінчена, після чого йому вручили кришталевий свисток.

## Кар'єра функціонера
Після закінчення кар'єри судді Яргуз працював у Польській футбольній асоціації заступником голови колегії суддів, а також суддівським спостерігачем. Він викликав суперечки у вболівальників та журналістів, присуджуючи високі оцінки арбітрам, які, на думку інших, відсудили погано (серед інших, у фіналі Кубка Польщі 1997/98, «Аміка» (Вронкі) — «Алюмініум» (Конін), який завершився з рахунком 5:3 у додатковий час. У зв'язку із звинуваченнями він виграв три судові процеси щодо наклепу. Окрім футбольної асоціації Польщі, він також брав участь у Warmińsko-Mazurskim Związku Piłki Nożnej, де у 2010—2012 роках був головою суддівської колегії. З 2012 року він був членом комітету з питань апеляції WMZPN. У 2005 році він був нагороджений діамантовим знаком PZPN.
У другій половині 1980-х він був футбольним директором у «Заглембє» (Любін).
Коли на початку 21 століття футбольний клуб «Стоміл» (Ольштин) припинив існування, Яргуз став засновником і до 2004 року першим президентом товариства ОКП «Вармія та Мазури» (Ольштин), яке мало замінити «Стоміл». Пізніше, змінивши назву, він також був членом правління ОКС «1945 Стоміл». Також він був нагороджений званням почесного президента «Стоміла».
Він також був президентом вітрильного клубу «Міколайкі» з Мазурі, гравці якого досягли численних національних та міжнародних успіхів.

## Особисте життя
Він був старшим із шести братів і сестер. У 1939 році його батько став членом армії «Познань». Під час німецької окупації Алойзи працював у своєму рідному місті Рогозьно пастухом для німецького поселенця, а після війни на заводі по розливу «Оранжади». У молодості він грав у футбол і займався легкою атлетикою, був гравцем клубу «Вельна» (Рогожно). Деякий час навчався і жив у Пілі. Він також співав у церковному хорі та служив міністрантом.
До 1969 року він був професійним військовим. Під час служби в Бартошице в місцевому 1-му артилерійському полку 1-ї дивізії Тадеуша Костюшко був офіцером з фізичної культури, а згодом через скорочення робочих місць отримав посаду керівника солдатського клубу «Касабланка» в Ольштині. Після відходу з армії він був працевлаштований на заводі автомобільних шин OZOS на посаді менеджера пристані для озера Кшиве, яку він збудував. 30 років поспіль він працював менеджером бази відпочинку та відпочинку «Стоміл Ольштин» у місті Міколайкі. Він був членом правлячої у ПНР Польської об'єднаної робітничої партії.
Він був важким курцем. У 1996 році він захворів на злоякісну пухлину гортані, через що гортань та трахею вкоротили хірургічним шляхом, а пухлина була вилікувана в 2003 році. До 2017 року Яргуз пройшов загалом близько двадцяти операцій.
Яаргуз був одружений двічі, його другу дружину звали Ірена. Він розлучився з першою дружиною після 16 років, і у нього було двоє дітей. Його онук Павел також став футбольним арбітром.
Помер 22 квітня 2019 року у віці 85 років.